# Férfi helyből hármasugrás az 1900. évi nyári olimpiai játékokon
Az 1900. évi nyári olimpiai játékokon az atlétika férfi helyből hármasugrás versenyszámát július 16-án rendezték a Bois de Boulogneban.

## Rekordok
A versenyt megelőzően nem volt hivatalos rekord érvényben férfi helyből hármasugrásban.
A versenyen új olimpiai rekord született:
| Ray Ewry (USA) | 10,58 m | Párizs, Franciaország | 1900. július 16. |

## Eredmények
Az eredmények méterben értendők. A rövidítések jelentése a következő:
- OR: olimpiai rekord

### Döntő
Az eredeti dokumentumokban csak a legjobb ugrást dokumentálták, a döntőt július 16-án rendezték.
| H      | Név               | Nemzet                 | L          | Mj |
| ------ | ----------------- | ---------------------- | ---------- | -- |
| Arany  | Ray Ewry          | Egyesült Államok (USA) | 10,58      | OR |
| Ezüst  | Irving Baxter     | Egyesült Államok (USA) | 9,95       |    |
| Bronz  | Robert Garrett    | Egyesült Államok (USA) | 9,50       |    |
| 4.     | Lewis Sheldon     | Egyesült Államok (USA) | 9,45       |    |
| 5.–10. | Frank Jarvis      | Egyesült Államok (USA) | nincs adat |    |
| 5.–10. | John McLean       | Egyesült Államok (USA) | nincs adat |    |
| 5.–10. | Daniel Horton     | Egyesült Államok (USA) | nincs adat |    |
| 5.–10. | Karl Gustaf Staaf | Svédország (SWE)       | nincs adat |    |
| 5.–10. | Waldemar Steffen  | Németország (GER)      | nincs adat |    |
| 5.–10. | Koppán Pál        | Magyarország (HUN)     | nincs adat |    |